# Fotballklubben Lyn Oslo 1993
Questa pagina raccoglie i dati riguardanti il Fotballklubben Lyn Oslo nelle competizioni ufficiali della stagione 1993.

## Stagione
Il Lyn Oslo chiuse la stagione all'undicesimo posto finale, che sancì la retrocessione: a nulla servì il cambio di guida tecnica, con il passaggio da Bjarne Rønning a Ole Dyrstad. L'avventura in Coppa di Norvegia finì al primo turno, con l'eliminazione per mano dello Jevnaker. I calciatori più utilizzati furono Kjell Roar Kaasa e Axel Kolle, che giocarono 22 partite ciascuno (21 in campionato). Kaasa fu anche il miglior marcatore, con 13 reti.

## Rosa
| N. |                        | Ruolo | Calciatore           |
| -- | ---------------------- | ----- | -------------------- |
|    | Norvegia (bandiera)    | P     | John Ole Moe         |
|    | Norvegia (bandiera)    | P     | Bjørn Amund Øverseth |
|    | Norvegia (bandiera)    | P     | Einar Rossbach       |
|    | Norvegia (bandiera)    | P     | Tore Stenshagen      |
|    | Norvegia (bandiera)    | D     | Ørjan Berg-Johansen  |
|    | Inghilterra (bandiera) | D     | Gary Chivers         |
|    | Norvegia (bandiera)    | D     | Erik Dahle           |
|    | Norvegia (bandiera)    | D     | Jan Børre Dybwad     |
|    | Norvegia (bandiera)    | D     | Hallgeir Finbråten   |
|    | Norvegia (bandiera)    | D     | Glenn Hartmann       |
|    | Norvegia (bandiera)    | D     | Knut Holte           |
|    | Norvegia (bandiera)    | D     | Ronny Johnsen        |
|    | Norvegia (bandiera)    | D     | Sigbjørn Kollnes     |
|    | Norvegia (bandiera)    | D     | Frode Nicolaisen     |

| N. |                     | Ruolo | Calciatore            |
| -- | ------------------- | ----- | --------------------- |
|    | Norvegia (bandiera) | D     | Thomas Østvold        |
|    | Norvegia (bandiera) | D     | Thomas Wæhler         |
|    | Norvegia (bandiera) | C     | Stein Amundsen        |
|    | Norvegia (bandiera) | C     | Sture Fladmark        |
|    | Norvegia (bandiera) | C     | Bernt Haugen          |
|    | Norvegia (bandiera) | C     | Axel Kolle            |
|    | Norvegia (bandiera) | C     | Anders Michelsen      |
|    | Norvegia (bandiera) | C     | Thomas Michelsen      |
|    | Norvegia (bandiera) | C     | Anders Rønnevig       |
|    | Norvegia (bandiera) | C     | Jan-Derek Sørensen    |
|    | Norvegia (bandiera) | C     | Hans Fredrik Wittusen |
|    | Norvegia (bandiera) | A     | Ola Dybwad-Olsen jr.  |
|    | Norvegia (bandiera) | A     | Kjell Roar Kaasa      |

## Calciomercato

### Sessione invernale
| Acquisti | Acquisti         | Acquisti     | Acquisti      |
| R.       | Nome             | da           | Modalità      |
| -------- | ---------------- | ------------ | ------------- |
| P        | John Ole Moe     |              | svincolato    |
| D        | Jan Børre Dybwad | Mjølner      | definitivo    |
| C        | Axel Kolle       | Bærum        | fine prestito |
| C        | Sigbjørn Kollnes | Tromsdalen   | definitivo    |
| C        | Anders Michelsen | Drøbak/Frogn | definitivo    |
| C        | Thomas Michelsen | Drøbak/Frogn | definitivo    |
| A        | Kjell Roar Kaasa | Kongsvinger  | definitivo    |

| Cessioni | Cessioni          | Cessioni      | Cessioni   |
| R.       | Nome              | a             | Modalità   |
| -------- | ----------------- | ------------- | ---------- |
| D        | Bård Bjerkeland   | Lillestrøm    | definitivo |
| C        | Jan Tore Amundsen | Drøbak/Frogn  | definitivo |
| C        | Kent Bergersen    | Rosenborg     | definitivo |
| C        | Helge Sognli      |               | svincolato |
| C        | Tom Sundby        |               | ritiro     |
| C        | Ólafur Þórðarson  | ÍA Akraness   | definitivo |
| A        | Simen Agdestein   |               | ritiro     |
| A        | Ken Olsen         | Sandefjord BK | definitivo |

### Sessione estiva
| Acquisti | Acquisti     | Acquisti | Acquisti   |
| R.       | Nome         | da       | Modalità   |
| -------- | ------------ | -------- | ---------- |
| D        | Gary Chivers | Brighton | definitivo |

| Cessioni | Cessioni | Cessioni | Cessioni |
| R.       | Nome     | a        | Modalità |
| -------- | -------- | -------- | -------- |

## Risultati

### Eliteserien

#### Girone di andata
| Arbitro: | Pedersen (Jeløy) |

|  |           |               |
|  | Marcatori | 66’ Bergersen |

| Arbitro: | Ditlefsen |

|                         |           |  |
| McManus 67’ Bohinen 81’ | Marcatori |  |

| Arbitro: | Hauge (Bergen) |

|            |           |             |
| Wæhler 10’ | Marcatori | 44’ Frigård |

| Arbitro: | Hermansen |

|                        |           |  |
| Kolle 57’ Amundsen 72’ | Marcatori |  |

| Arbitro: | Skjervold |

|                            |           |  |
| Kaasa 31’, 41’ Johnsen 79’ | Marcatori |  |

| Arbitro: | Rogstad |

|                                        |           |           |
| Sætre 62’ Kristiansen 69’ Skogheim 87’ | Marcatori | 29’ Holte |

| Arbitro: | Rogstad |

|                                                        |           |                                  |
| Kolle 60’, 79’ A. Michelsen 63’ Kaasa 75’ Amundsen 86’ | Marcatori | 12’ Nevstad 50’ Hestad 83’ Flaco |

| Arbitro: | Skjervold |

|                                                                                            |           |  |
| Bjørkan 20’ R. Berg 35’, 43’ Johnsen 49’ Staurvik 57’ Brattbakk 62’ Hansen 63’ A. Berg 79’ | Marcatori |  |

| Arbitro: | Pedersen |

|           |           |                                 |
| Kaasa 16’ | Marcatori | 49’, 51’ Tønnessen 65’ Strandli |

| Arbitro: | Aass |

|                            |           |  |
| Pedersen 72’ Østenstad 88’ | Marcatori |  |

| Arbitro: | Bondal |

|                                              |           |              |
| Kaasa 28’, 77’, 90’ Amundsen 48’ Johnsen 83’ | Marcatori | 25’ Soltvedt |

#### Girone di ritorno
| Trondheim 30 giugno 1993, ore 19:00 12ª giornata                                                  | Rosenborg | 4 – 2 [http://www.fotball.no/System-pages/Kampfakta/?matchId=3464524 referto] | Lyn Oslo | Lerkendal Stadion (8.258 spett.) |
| \| \| \| \| \| Sørloth 3’ Løken 4’, 65’ Skammelsrud 71’ \| Marcatori \| 46’ Dahle 89’ Amundsen \| |           |                                                                               |          |                                  |
|                                                                                                   |           |                                                                               |          |                                  |
| Sørloth 3’ Løken 4’, 65’ Skammelsrud 71’                                                          | Marcatori | 46’ Dahle 89’ Amundsen                                                        |          |                                  |

| Arbitro: | Hauge (Bergen) |

|           |           |              |
| Kolle 76’ | Marcatori | 41’ Karlsson |

| Arbitro: | Rogstad |

|                         |           |           |
| Frigård 21’ Riisnæs 40’ | Marcatori | 30’ Kolle |

| Arbitro: | Halle |

|                        |           |  |
| Kaasa 62’ Fladmark 66’ | Marcatori |  |

| Tønsberg 22 agosto 1993, ore 18:00 16ª giornata | Fyllingen | 0 – 0 referto | Lyn Oslo | Tønsberg Stadion (1.605 spett.)\| Arbitro: \| Pedersen \| |
| Arbitro:                                        | Pedersen  |               |          |                                                           |

| Arbitro: | Haugstad |

|  |           |                                                          |
|  | Marcatori | 18’, 86’ Belsvik 34’, 75’ Skogheim 53’ Furuly 65’ Nordli |

| Arbitro: | Singsaas |

|                                          |           |                                  |
| Hoftun 1’, 21’, 67’, 79’ Strand 33’, 41’ | Marcatori | 24’ Johnsen 45’ Wæhler 52’ Kaasa |

| Arbitro: | Ditlefsen |

|           |           |                          |
| Kaasa 12’ | Marcatori | 81’ Hansen 83’ Brattbakk |

| Arbitro: | Haugstad |

|                           |           |                         |
| Bjønsaas 25’ Eftevaag 67’ | Marcatori | 15’ Michelsen 51’ Kaasa |

| Arbitro: | Haugstad |

|                         |           |                              |
| Michelsen 10’ Kolle 68’ | Marcatori | 11’, 38’ Hasund 52’ Ulfstein |

| Arbitro: | Larsgård |

|                                |           |                                                                         |
| Eskelinen 6’ Soltvedt 87’, 90’ | Marcatori | 12’, 82’ A. Michelsen 35’ Johnsen 51’, 56’ Kaasa 73’ Kolle 76’ Amundsen |

### Coppa di Norvegia
| Jevnaker 12 maggio 1993, ore ??:?? Primo turno           | Jevnaker  | 2 – 1 referto | Lyn Oslo | Jevnaker Stadion (1.000 spett.) |
| \| \| \| \| \| ? ?’ ? ?’ \| Marcatori \| 85’ (aut.) ? \| |           |               |          |                                 |
|                                                          |           |               |          |                                 |
| ? ?’ ? ?’                                                | Marcatori | 85’ (aut.) ?  |          |                                 |

## Statistiche

### Statistiche di squadra
| Competizione      | Punti | In casa | In casa | In casa | In casa | In casa | In casa | In trasferta | In trasferta | In trasferta | In trasferta | In trasferta | In trasferta | Totale | Totale | Totale | Totale | Totale | Totale | DR  |
| Competizione      | Punti | G       | V       | N       | P       | Gf      | Gs      | G            | V            | N            | P            | Gf           | Gs           | G      | V      | N      | P      | Gf     | Gs     | DR  |
| ----------------- | ----- | ------- | ------- | ------- | ------- | ------- | ------- | ------------ | ------------ | ------------ | ------------ | ------------ | ------------ | ------ | ------ | ------ | ------ | ------ | ------ | --- |
| Tippeligaen       | 26    | 11      | 4       | 2       | 5       | 21      | 21      | 11           | 2            | 2            | 7            | 18           | 32           | 22     | 6      | 4      | 12     | 39     | 53     | -14 |
| Coppa di Norvegia | -     | 0       | 0       | 0       | 0       | 0       | 0       | 1            | 0            | 0            | 1            | 1            | 2            | 1      | 0      | 0      | 1      | 1      | 2      | -1  |
| Totale            | -     | 11      | 4       | 2       | 5       | 21      | 21      | 12           | 2            | 2            | 8            | 19           | 34           | 23     | 6      | 4      | 13     | 40     | 55     | -15 |

### Statistiche dei giocatori
| Giocatore        | Eliteserien | Eliteserien | Eliteserien | Eliteserien | Coppa di Norvegia | Coppa di Norvegia | Coppa di Norvegia | Coppa di Norvegia | Totale   | Totale | Totale      | Totale     |
| Giocatore        | Presenze    | Reti        | Ammonizioni | Espulsioni  | Presenze          | Reti              | Ammonizioni       | Espulsioni        | Presenze | Reti   | Ammonizioni | Espulsioni |
| ---------------- | ----------- | ----------- | ----------- | ----------- | ----------------- | ----------------- | ----------------- | ----------------- | -------- | ------ | ----------- | ---------- |
| S. Amundsen      | 20          | 5           | 3           | 0           | 0                 | 0                 | 0                 | 0                 | 20       | 5      | 3           | 0          |
| Ø. Berg-Johansen | 10          | 0           | 2           | 0           | 1                 | 0                 | 0                 | 0                 | 11       | 0      | 2           | 0          |
| G. Chivers       | 4           | 0           | 1           | 0           | 0                 | 0                 | 0                 | 0                 | 4        | 0      | 1           | 0          |
| E. Dahle         | 6           | 1           | 0           | 0           | 1                 | 0                 | 0                 | 0                 | 7        | 1      | 0           | 0          |
| J. Dybwad        | 2           | 0           | 0           | 1           | 0                 | 0                 | 0                 | 0                 | 2        | 0      | 0           | 1          |
| O. Dybwad-Olsen  | 4           | 0           | 0           | 0           | 0                 | 0                 | 0                 | 0                 | 4        | 0      | 0           | 0          |
| J. Dybwad        | 2           | 0           | 0           | 1           | 0                 | 0                 | 0                 | 0                 | 2        | 0      | 0           | 1          |
| O. Dybwad-Olsen  | 4           | 0           | 0           | 0           | 0                 | 0                 | 0                 | 0                 | 4        | 0      | 0           | 0          |
| H. Finbråten     | 17          | 0           | 1           | 0           | 1                 | 0                 | 1                 | 0                 | 18       | 0      | 2           | 0          |
| S. Fladmark      | 15          | 1           | 5           | 0           | 1                 | 0                 | 0                 | 0                 | 16       | 1      | 5           | 0          |
| G. Hartmann      | 3           | 0           | 0           | 0           | 0                 | 0                 | 0                 | 0                 | 3        | 0      | 0           | 0          |
| B. Haugen        | 3           | 0           | 0           | 0           | 1                 | 0                 | 0                 | 0                 | 4        | 0      | 0           | 0          |
| K. Holte         | 11          | 1           | 3           | 0           | 0                 | 0                 | 0                 | 0                 | 11       | 1      | 3           | 0          |
| R. Johnsen       | 19          | 3           | 1           | 0           | 0                 | 0                 | 0                 | 0                 | 19       | 3      | 1           | 0          |
| K. Kaasa         | 21          | 13          | 1           | 0           | 1                 | 0                 | 0                 | 0                 | 22       | 13     | 1           | 0          |
| A. Kolle         | 21          | 7           | 2           | 0           | 1                 | 0                 | 0                 | 0                 | 22       | 7      | 2           | 0          |
| S. Kollnes       | 5           | 0           | 1           | 0           | 0                 | 0                 | 0                 | 0                 | 5        | 0      | 1           | 0          |
| A. Michelsen     | 18          | 5           | 3           | 0           | 1                 | 0                 | 0                 | 0                 | 19       | 5      | 3           | 0          |
| T. Michelsen     | 10          | 0           | 1           | 0           | 0                 | 0                 | 0                 | 0                 | 10       | 0      | 1           | 0          |
| J. Moe           | 1           | 0           | 0           | 0           | 0                 | 0                 | 0                 | 0                 | 1        | 0      | 0           | 0          |
| F. Nicolaisen    | 7           | 0           | 2           | 0           | 1                 | 0                 | 0                 | 0                 | 8        | 0      | 2           | 0          |
| T. Østvold       | 13          | 0           | 2           | 0           | 1                 | 0                 | 0                 | 0                 | 14       | 0      | 2           | 0          |
| B. Øverseth      | 2           | 0           | 0           | 0           | 0                 | 0                 | 0                 | 0                 | 2        | 0      | 0           | 0          |
| A. Rønnevig      | 0           | 0           | 0           | 0           | 1                 | 0                 | 0                 | 0                 | 1        | 0      | 0           | 0          |
| E. Rossbach      | 16          | 0           | 0           | 0           | 1                 | 0                 | 0                 | 0                 | 17       | 0      | 0           | 0          |
| J. Sørensen      | 17          | 0           | 1           | 0           | 0                 | 0                 | 0                 | 0                 | 17       | 0      | 1           | 0          |
| T. Stenshagen    | 4           | 0           | 0           | 0           | 0                 | 0                 | 0                 | 0                 | 4        | 0      | 0           | 0          |
| T. Wæhler        | 20          | 2           | 0           | 0           | 0                 | 0                 | 0                 | 0                 | 20       | 2      | 0           | 0          |
| H. Wittusen      | 0           | 0           | 0           | 0           | 1                 | 0                 | 0                 | 0                 | 1        | 0      | 0           | 0          |